# Shahrestān di Bijar
Lo shahrestān di Bijar (farsi شهرستان بیجار) è uno dei 10 shahrestān della Provincia del Kurdistan, il capoluogo è Bijar. Lo shahrestān è suddiviso in 3 circoscrizioni (bakhsh): 
- Centrale (بخش مرکزی)
- Chang Almas (بخش چنگ الماس)
- Karani (بخش کرانی), capoluogo Yasukand.